# Alloxylon brachycarpum
Espèce
Synonymes
- Embothrium brachycarpum Sleumer[1] [2]
- Oreocallis brachycarpa (Sleumer) Sleumer[1]

Statut de conservation UICN

 EN  : En danger
Alloxylon brachycarpum est une espèce de plantes à fleurs du genre Alloxylon de la famille des Proteaceae. Elle est trouvée en Indonésie et en Papouasie-Nouvelle-Guinée, où elle est menacée du fait de la disparition de son habitat.